# Torre Vella (Alaior)
Torre vella és una torre medieval de planta rectangular, la seva part superior s'ha modificat i és difícil d'identificar perquè està molt modificada per a ser utilitzada per a tasques agrícoles. No es veuen accessoris defensius originals, per això és complicat de distingir la torre. La porta d'entrada també ha estat modificada. I té accés des de la Torre de vigilància d'en Gaumés. Està registrada com a Bé d'Interès Cultural amb el número R-I-51-0008537-00000.